# Антирасизам
Антирасизам чине уверења, покрети, акције и прописи који су усвојени или су у развоју да би се супроставили расизму.
Према Антирасистичкој дигиталној бибилиотеци, антирасизам може да се дефинише као неки облик фокусираног и сталног тј. учесталог деловања, који укључује интеркултурне, верске, мултилингвистичке заједнице са намером да се промени систем, пракса, акти или процедуре којe су оставиле расистички утисак.

## Порекло у Америци
Расизам се на Америку проширио заједно са Европљанима, али су ставови и поступци установа били доведени у питање када су се почели примењивати на локално, аутохтоно становништво. Након открића Новог света, велики део свештенства који је био под утицајем Ренесансе, тада новог правца у Европи, још непризнатог од Ватикана, почео је критиковати Шпанију па и саму цркву због њиховог суровог опхођења и ставова према становницима новог континента.
1511. године, Антонио де Монтесино, доминикански фратар, био је први човек који је отворено осудио Шпанске власти и управитеље због њиховог опхођења према локалном становништву и према онима који су натерани да раде као робови. Фернандо II од Арагона донео је Законе Бургоса, као одговор. Међутим, његово извршење није имало великог утицаја, па су донети Нови закони, 1542. године. Људи као што је фратар Бартоломеј де ла Казас упитали су, не само круну већ и папинство на Ваљадолидској расправи, да ли су Индијанци људи који су заслужили да буду крштени. Папа Павле III је у Sublimus Deus (1537) потврдио да су Индијанци људи колико и Европљани и да имају исто толика и права. Поред овога изостало је статусно признање за Афричко становништво, док је правни социјални расизам и даље преовладавао над Индијанцима и Азијатима. Период Реформације и промене политичких струја и мишљења по питању људских права и живота нису били и даље уређени чак и опадањем колонијалистичке моћи Португала и Шпаније. Тек у следећем веку уз помоћ Француског царства и његовог Просветитељства који се развио и у највишим круговима двора, успео је да ова претходно неупадљива питања врати у први план политичког дискурса за који су се многи залагали попут Жан Жак Русоа, најзначајнијег просветитеља, који је говорио да људи треба да се врате својој природи тј. слободи и једнакости.

## Иницијативе Квекера
Пре Америчке револуције, мала група Квекера коју су чинили Џон Вулман и Ентони Бенезет успели су да наговоре неке од својих чланова да ослободе своје робове и да се не продају. Створили су јединствену политику против ропства. Овакви ставови су омогућили њиховој малој деноминацији да добију већи морални ауторитет који ће им помоћи да започну Аболиционистички покрет на обе стране Атлантика.
Током, а и после Америчке револуције, службе и проповедања Квекера су почела да се шире покретом. 1783. 300 Квекера, углавном из околине Лондона, представили су Британском Парламенту потписе са прве петиције против трговине робљем. 1787. ствара се 'Друштво за укидање трговине робљем, које је могло лобирати успешније укључивајући Англиканце које су могли седети у парламенту, за разлику од Квекера. Друштво је чинило 12 оснивача од којих су њих 9 били Квекери, заједно за 3 Англиканца: Гренвил Шарп, Томас Кларксон и Вилијам Вилберфорс.

## Каснији успеси
Каснији успеси у супростављању расизму су остваривани од покрета за укидање, у Енглеској и у Сједињеним Државама. Одређен број аболициониста се није обазирао на истоветност црних људи и мулата са белцима, мада су се залагали за слободу. Неколицина, као што је Џон Браун су отишли корак даље. Браун је желео да умре у име, како је рекао, „милиона у овој робовској земљи, чија су права обесправљена злим, окрутним и неправедним ограничењима...”. Многи аболиционисти црне расе као што је Фредерик Даглас, борио се за права црних људи и мулата као и за једнакост свих људи.
Пре и током Америчког грађанског рата, егалитаризам постаје јачи на северу и све више прихваћенији. Успех Војника бизона у ратовању оставио је велики утицај на северу. Прокламација о еманципацији донела је слободу робовима у оним државама у којима је Унија имала контролу док у осталим државама то није спроведено. Коначно, после рата у периоду Реконструкције, Амандманом XIV и XV Aмандманом су гарантована права црнцима и мулатима. Многи, некада робови су сада добили прилику да се образују.
Због отпора на југу а и губљењу идеализма на северу завршава се период реконструкције чиме се залази у најмрачнији период када је расизам био на врхунцу (Nadir of American race relations). Закони Џима Кроуа је назив за државне и локалне законе у САД који су дозволили расну сегрегацију чиме су Афроамерикаци стављени у нижи положај од белаца. Вудро Вилсон је сматрао Реконструкцију катастрофом и био је ватрени расиста, иако је добио Нобелову награду за мир 1919. године. Кју-клукс-клан у том периоду достиже врхунац.
1911. године одржао се Први Светски Конгрес Раса у Лондону на коме су угледни говорници из многих земаља, 4 дана разговарали о расним проблемима и начинима за побољшање међурасних односа.

## Научни антирасизам
Фридрих Тидеман, био је један од првих који су научно хтели да ублаже расизам. 1836. године мерећи лобању и мозак, упоређујући Европљанине са црном расом, одбацио је уверење многих савремених природњака и анатомиста да црни људи имају мањи мозак и да су стога инфериорне у односу на беле људе, рекавши да је та тврдња научно неоснована и да се једино заснива на предразудама од мишљења путника и истраживача.
Чарлс Дарвин, еволуциониста, изјавио је да и поред тога што се постојеће расе људи у многочему разликују, ако се узме у обзир њихова цела структура, ипак су слични једни другима.
Почетком 20. века, рад антрополога је све више покушавао да се одупре расистичким тезама. Ту се издвајају Франц Боас, Марсел Мос, Бронислав Малиновски, Клод Леви-Строс и други. Културни релативизам се издваја као правац који тежи релативној уједначености културни целина, иако је имао својих мана и недостатака. Франц Боас, дифузиониста, одбацивао је сваки детерминизам, искључиво биолошки детерминизам. Проучавајући и поредећи лобање Европљана са лобањама сродника који су емигррали у САД, приметио је да су ове последње биле значајно другачије обликоване од лобања рођака који су остали у Европи. Из тога је закључио да расе нису непроменљиве и да интелигенција није учвршћена једном заувек, пошто су се важне промене појављивале током промена околине. Помоћу Клода Леви-Строса антропологија тежи да разуме људску природу на нови начин. Он истиче да у „дивљој мисли” нема дихотомије између нас и примитивног човека. То нису мисли дивљака него је то мисао у дивљем стању, чиме заправо нема неких суштинских разлика између њих и нас.

## Препород у САД
Током 20-их и 30-их година 20. века расте број противника расизму. Антрополози као што су Франц Боас, Рут Бенедикт, Маргарет Мид и Ешли Монтагу залагали су се за једнакост свих у свим културама и заједницама. Ана Еленор Рузвелт била је значајна фигура у борби за људска права и равноправност Афроамериканаца са белцима
Заједно са Покретом за грађанска права, закони Џима Кроуа укинути су на Југу и Афроамериканци су добили опет право за гласање. Др. Мартин Лутер Кинг и његов Имам сан био је доказ његове егалитарне идеологије.

## Утицај
Егалитаризам је одувек био катализатор за феминисте, антиратна удружења и покрете, супростављања колонијализму и империјаизму.
Бели геноцид преставља теорију завере коју заступају разне групације које заступају супериорност беле расе. По тој теорији постоји намерна завера за промоцију абортуса у белој раси, велику имиграцију припадника других раса, „мешаних бракова” и сл. што би могло да доведе у питање опстанак и постојање беле расе у будућности.
Фраза „Anti-racist is a code word for anti-white” која изражава тежње теорије завере запажена је на билбордима у Бермингаму (Алабама) и Харисону (Арканзас).

## Галерија
- Протест поводом смрти Афроамериканца Џорџа Флојда
- Уклоњена статуа Кристифора Колумба, код Центра за више образовање Колумбус у Охају
- ЛГБТ демонстрације у Немачкој
- Maртин Лутер Кинг држи говор
- Принц Хери и Меган Маркл